# توریانچی
توریانچی (اسلوونیایی: Turjanci) یک منطقهٔ مسکونی در اسلوونی است که در Lower Styria واقع شده‌است.

## خصوصیات
توریانچی ۱٫۰۳ کیلومترمربع مساحت و ۱۱۱ نفر جمعیت دارد و ۲۰۱٫۱ متر بالاتر از سطح دریا واقع شده‌است.